# Повстання декабристів
Повстання декабристів — спроба державного перевороту, що відбулася в Санкт-Петербурзі, столиці Російської імперії, 14 (26) грудня 1825 року.
Повстання було організовано групою дворян-однодумців, багато з них були офіцерами гвардії. Вони спробували використати гвардійські частини для недопущення вступу на трон Миколи I. Метою було скасування самодержавства і скасування кріпосного права. Повстання разюче відрізнялося від змов епохи палацових переворотів по своїх цілях і мало сильний резонанс у російському суспільстві, а також значно вплинуло на майбутнє суспільно-політичне життя.

## Декабристи
Події Війни 1812 року і наступні закордонні походи російської армії справили значний вплив на всі сторони життя Російської імперії, породили певні надії на зміни і, в першу чергу, на скасування кріпосного права. Ліквідація кріпацтва пов'язувалася з необхідністю конституційних обмежень монархічної влади. У 1813—1814 роках виникають угрупування гвардійських офіцерів на ідейній основі, так звані «артілі». З двох артілей: «Священної» і «Семенівського полку» на початку 1816 року в Петербурзі формується Союз порятунку.
Творцем Союзу був Олександр Муравйов. У Союз порятунку увійшли Сергій Трубецькой, Микита Муравйов, Іван Якушкін, пізніше до них приєднався Павло Пестель. Своєю метою Союз ставив звільнення селян і реформу управління державою. У 1817 році Пестель написав статут Союзу порятунку або Союзу істинних і вірних синів Вітчизни. Існує конспірологічна теорія, що багато учасників Союзу входили до масонських лож, тому в основі Союзу позначався вплив ритуалів масонів, але ця теорія не має жодних доказів. Розбіжності членів угрупування з питання про можливості царевбивства під час державного перевороту призвели до розпуску Союзу порятунку восени 1817 року.
У січні 1818 року в Москві створюється нове таємне товариство — Союз благоденства. Перша частина статуту товариства була написана М. Н. Муравйовим, П. Колошиним, С. П. Трубецьким і містила принципи організації Союзу благоденства і його тактику. Друга частина, таємна, укладала в собі опис кінцевих цілей товариства, була складена пізніше і не збереглася. Союз проіснував до 1821 року, в нього входило близько 200 осіб. Однією з цілей Союзу благоденства було створення передового громадського руху, формування ліберального руху. Для цього передбачалася заснування різних легальних товариств: літературних, благодійних, просвітницьких. Всього було утворено більше десяти управ Союзу благоденства: дві в Москві; в Петербурзі в полках: Московському, Єгерському, Ізмайловському, Кінногвардійському; управи в Тульчині, Кишиневі, Смоленську та інших містах. Виникли і «побічні управи», у тому числі «Зелена лампа» Микити Всеволозького. Члени Союзу благоденства зобов'язані були брати активну участь у суспільному житті, прагнути зайняти пости в урядових установах, армії.
Склад таємних товариств постійно змінювався: у міру того, як їх перші учасники «влаштовувалися» в житті та обзаводились сім'ями, вони відходили від політики; їх місце займали більш молоді. У січні 1821 року у Москві три тижні працював з'їзд Союзу благоденства. Його необхідність була зумовлена розбіжностями між прихильниками радикального (республіканського) і помірних течій і посилення реакції в країні, яке ускладнювало легальну роботу товариства. Роботою з'їзду керували Микола Тургенєв і Михайло Фонвізін. Стало відомо, що через донощиків уряд був поінформований про існування Союзу. Було прийнято рішення про формальний розпуск Союзу благоденства. Це дозволило звільнитися від випадкових людей, які потрапили в Союз, його розпуск став кроком до реорганізації. Утворилися нові таємні товариства — «Південне» (1821 рік) в Україні і «Північне» (1822 рік) з центром у Петербурзі. У вересні 1825 року приєдналося до Південного товариства Товариство сполучених слов'ян, засноване братами Борисовими.
У Північному товаристві головну роль грали Микита Муравйов, Трубецькой, а пізніше відомий поет Кіндрат Рилєєв, організував навколо себе бойових республіканців. У Південному товаристві керівником був полковник Пестель.
Участь в Північному товаристві брали гвардійські офіцери Іван Миколайович Горсткин, Михайло Михайлович Наришкін, морські офіцери, Микола Олексійович Чижов, брати Бодиско Борис Андрійович і Михайло Андрійович. Активними учасниками Південного товариства були декабристи-туляки брати Крюкови, Олександр Олександрович і Микола Олександрович, брати Бобрищеви-Пушкіни Микола Сергійович і Павло Сергійович, Олексій Іванович Черкасов, Володимир Миколайович Лихарєв, Іван Борисович Аврамов. Одним з активних діячів «Товариства з'єднаних слов'ян» був Іван Васильович Кірєєв.

## Передумови до повстання
Змовники вирішили скористатися складною юридичною ситуацією, що склалася навколо прав на престол після смерті Олександра I. З одного боку, був секретний документ, що підтверджував давню відмову від престолу, наступного за бездітним Олександром по старшинству брата — Костянтина Павловича, що давало перевагу наступного братові, вкрай непопулярного серед вищої військово-чиновницької еліти — Миколі Павловичу. З іншого боку, ще до викриття цього документу Микола Павлович під тиском генерал-губернатора Санкт-Петербурга графа М. А. Милорадовича поспішив відмовитися від прав на престол на користь Костянтина Павловича.
27 листопада (9 грудня) 1825 року населення очікувало присяги Костянтина. Формально в Росії з'явився новий імператор, було навіть викарбувано кілька монет із його зображенням. Костянтин престолу не приймав, але й формально не відмовлявся від нього як імператор. Створилося двозначне і вкрай напружене становище міжцарів'я. Микола зважився оголосити себе імператором. На 14 грудня 1825 року була призначена друга присяга — «переприсяга». Настав момент, якого чекали декабристи — зміна влади. Члени таємного товариства вирішили виступати, тим більше, що на столі у міністра вже лежало безліч доносів і скоро могли початися арешти.
Стан невирішеності тривав дуже довго. Після повторної відмови Костянтина Павловича від престолу, Сенат, у результаті довгого нічного засідання 13—14 грудня 1825 року визнав юридичні права на престол Миколи Павловича.

## План повстання

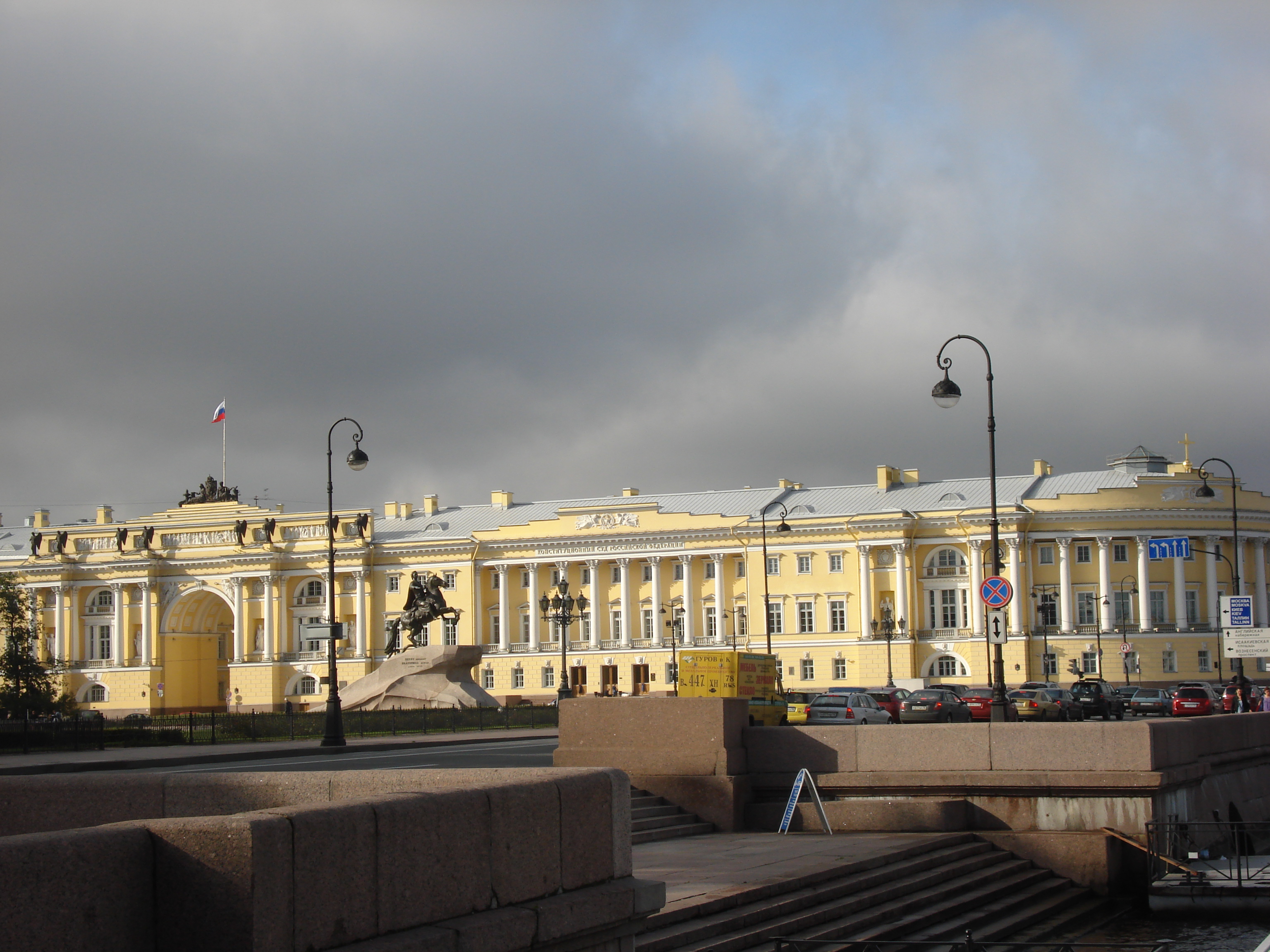
Будівля Сенату і Синоду в Петербурзі

Декабристи вирішили перешкодити військам і Сенату принести присягу новому царю. Повсталі війська повинні були зайняти Зимовий палац і Петропавлівську фортецю, царську родину планувалося заарештувати і, за певних обставин, вбити. Для керівництва повстанням був обраний диктатор — князь Сергій Трубецькой.
Після цього планувалось вимагати від Сенату опублікувати всенародний Маніфест, у котрому проголошувалась би «нищення колишнього правління» і установа Тимчасового революційного уряду. Його членами планувалось зробити графа Сперанского і адмірала Мордвинова (пізніше вони стали членами суду над декабристами).
Депутати повинні були затвердити новий основний закон — Конституцію. Якби Сенат не погодився оприлюднити народний маніфест, було вирішено примусити його до цього силою. Маніфест містив у собі декілька пунктів: заснування Тимчасового революційного уряду, скасування кріпосного права, рівність усіх перед законом, демократичні свободи (друку, сповіді, праці), введення суду присяжних, введення обов'язкової військової служби для всіх станів, виборність чиновників, скасування подушної податі.
Після цього мали бути скликані Всенародні збори (Установчі збори), які повинні були вирішити питання про форму правління — конституційна монархія або республіка. У другому випадку царська родина повинна була б бути вислана за кордон. Зокрема, Рилєєв пропонував вислати Миколу в Форт-Росс.

## Події 14 (26) грудня 1825 року
Рилєєв просив Каховського вранці 14 (26) грудня 1825 року проникнути в Зимовий палац і вбити Миколу. Каховський спочатку погодився, але потім відмовився. Через годину після відмови Якубович відмовився вести матросів Гвардійського екіпажу і Ізмайловський полк на Зимовий палац.
14 (26) грудня офіцери — члени таємного товариства ще затемна були в казармах і вели агітацію серед солдатів. До 11 години ранку 14 (26) грудня 1825 року на Сенатську площу офіцери-декабристи вивели близько 800 солдатів Московської лейб-гвардії полку; пізніше до них приєдналися частини 2-го батальйону Гренадерського полку і матроси Гвардійського морського екіпажу в кількості не менш 2350 чоловік. Варто зауважити, що на відміну від свого брата Олександра I, що регулярно отримував донесення про зростання духу вільнодумства у військах і про направлену проти нього змову, ні Костянтин, ні Микола  не підозрювали про існування таємних армійських товариств. Вони були здивовані і засмучені цими подіями.
Однак, за кілька днів до цього, Микола був попереджений про наміри таємних товариств начальником Головного штабу В. І. Дибичем і декабристом Я. І. Ростовцеви (останній вважав повстання проти царя несумісним із дворянською честю). Сенатори вже о 7 годині ранку принесли присягу Миколі і проголосили його імператором. Призначений диктатором Трубецькой не з'явився. Повсталі полки продовжували стояти на Сенатській площі, поки змовники не могли прийти до єдиного рішення про призначення нового керівника.

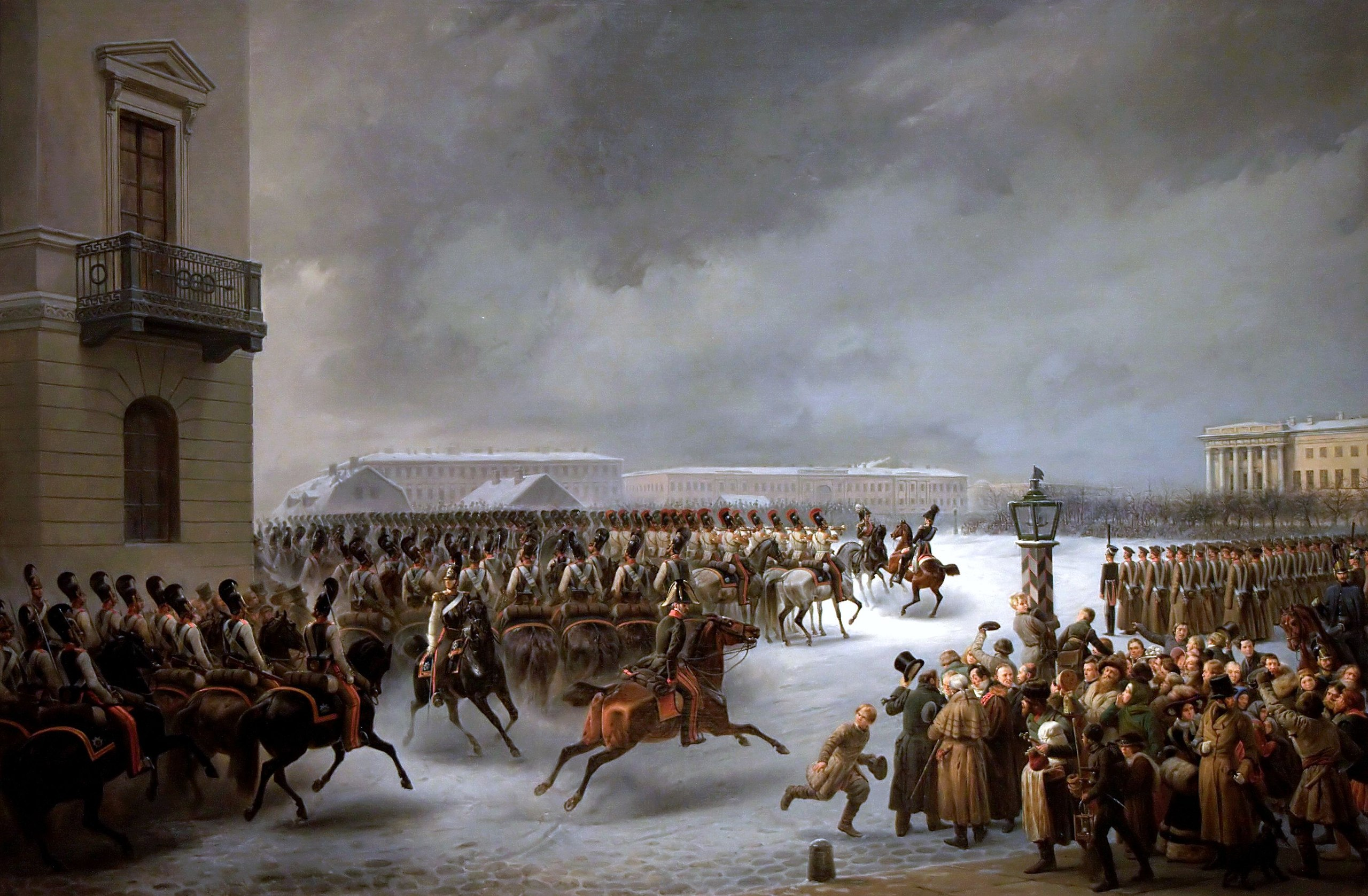
Ст. Ф. Тімм «Декабристи на Сенатській площі»

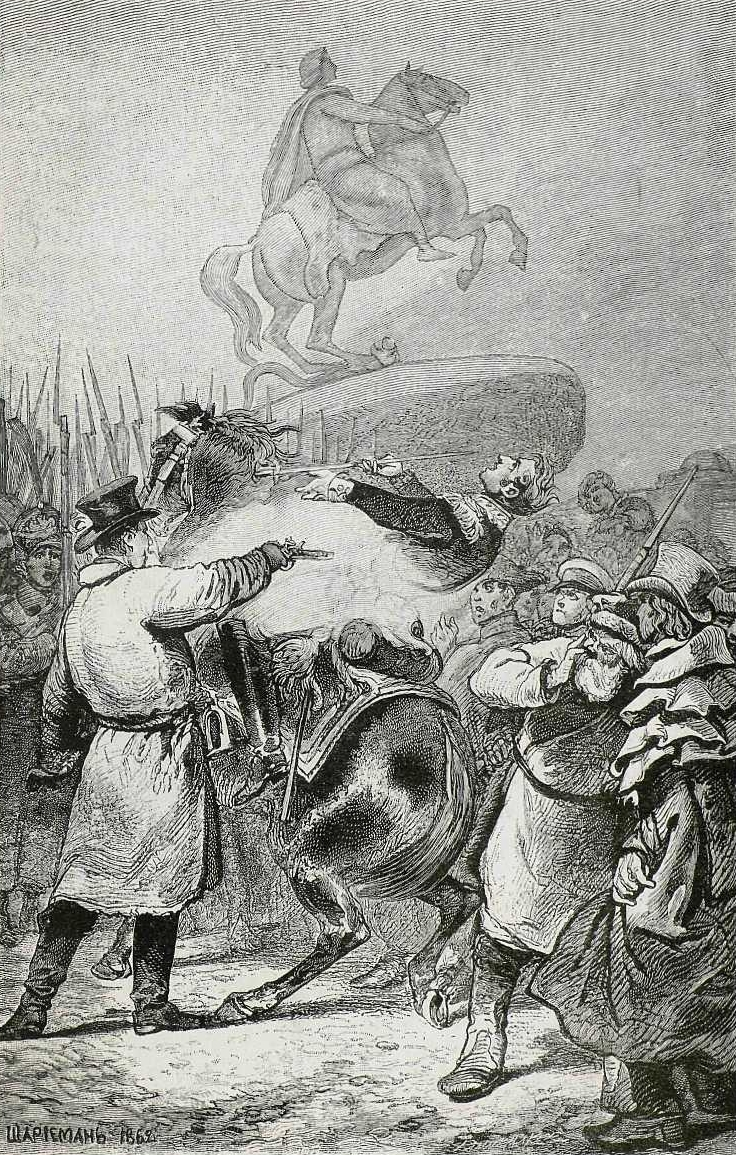
Нанесення смертельної рани М. А. Милорадовичу 14 грудня 1825 року. Гравюра з малюнка, що належить Г. О. Милорадовичу

Герой війни 1812 року, Санкт-Петербурзький військовий генерал-губернатор, граф Михайло Милорадович, з'явившись верхи перед солдатами, які вишикувались в каре, «говорив, що сам охоче бажав, щоб Костянтин був імператором, але що ж робити, якщо він відмовився: запевняв їх, що сам бачив нове зречення, і вмовляв повірити йому». Є. Оболенський, вийшовши з лав повсталих, переконував Милорадовича від'їхати, але бачачи, що той не звертає на це увагу, легко поранив його багнетом в бік. У той же час Каховський вистрілив у генерал-губернатора з пістолета (пораненого Милорадовича забрали в казарми, де він в той же день помер). Згодом, вже перед смертю Милорадович зрадів, дізнавшись, що в нього потрапила пістолетна куля. Отже, стріляли не солдати.
Солдат безуспішно намагалися привести до покори полковник Стюрлер і великий князь Михайло Павлович. Потім повсталими була двічі відбита атака кінногвардійців під проводом Олексія Орлова.
На площі зібралась велика юрба жителів Петербурга і основним настроєм цієї величезної маси, яка, за свідченнями сучасників, рахувалась десятками тисяч чоловік, було співчуття повсталим. Утворилися два «кільця» народу — перше складалося із прийдешніх раніше, воно оточувало каре повсталих, а друге кільце утворилося із прийдешніх пізніше — їх жандарми вже не пускали на площу до повсталих, і вони стояли позаду урядових військ, що оточили бунтівне каре. Микола, як видно з його щоденника, зрозумів небезпеку цього оточення, яке загрожувало великими ускладненнями. Він сумнівався у своєму успіху, «вбачавши, що справа стає дуже важливою, і не передбачаючи ще, чим скінчиться». Було вирішено підготувати екіпажі для членів царської родини для можливої втечі в Царське Село. Пізніше Микола багато разів говорив своєму брату Михайлові: «Саме дивне в цій історії — це те, що нас з тобою тоді не пристрелили».
Микола послав для переконання солдатів митрополита Серафима і київського митрополита Євгенія. Але у відповідь, за свідченням диякона Прохора Іванова, солдати стали кричати митрополитам: «Який ти митрополит, коли на двох тижнях двом імператорам присягнув… Не віримо вам, підіть геть!..». Митрополити перервали переконання солдатів, коли на площі з'явилися лейб-гвардії Гренадерського полку і Гвардійський екіпаж, під командуванням Миколи Бестужева і лейтенанта Антона Арбузова.

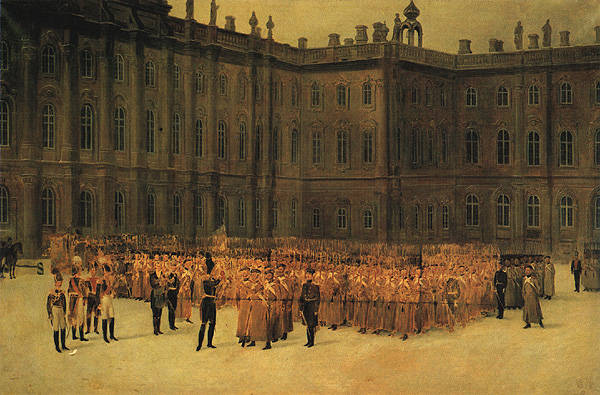
Микола I перед строєм лейб-гвардії Саперного батальйону у дворі Зимового палацу 14 грудня 1825 р.

Але збір усіх повсталих військ відбувся лише через дві з зайвим години після початку повстання. За годину до кінця повстання декабристи вибрали нового «диктатора» — князя Оболенського. Але Микола устиг узяти ініціативу у свої руки і оточення повсталих урядовими військами, більш ніж учетверо переважаючими повсталих по чисельності, було вже завершено. Всього 30 офіцерів-декабристів вивели на площу близько 3 000 солдатів.
За підрахунками Габаева, проти повсталих солдатів було зібрано 9 тис. багнетів піхоти, 3 тис. шабель кавалерії, разом, не враховуючи викликаних пізніше артилеристів (36 гармат), не менше 12 тисяч осіб. Було викликано і зупинене на заставах як резерв ще 7 тис. багнетів піхоти і 22 ескадрони кавалерії, тобто 3 тис. шабель, тобто всього в резерві стояло на заставах ще 10 тисяч чоловік.
Микола боявся настання темряви, так як більш всього він побоювався, щоб «хвилювання не було повідомлене черні», яка могла проявити в темряві активність. З боку Адміралтейського бульвару з'явилася гвардійська артилерія під командуванням генерала В. Сухозанета. По каре був зроблений вистріл холостими зарядами, який не викликав ефекту. Тоді Микола наказав стріляти картеччю. Перший постріл був вище рядів бунтівних солдатів — з «черні» на даху будівлі Сенату і дахах сусідніх будинків. На перший вистріл картеччю повсталі відповідали рушничним вогнем, але потім під градом картечі почалось втеча. За свідченням в. І. Штейнгеля: «Можна було цим вже і обмежитися, але Сухозанет зробив ще кілька пострілів уздовж вузького Галерного провулка і поперек Неви до Академії мистецтв, куди бігли більше з натовпу цікавих!». Юрби повсталих солдатів кинулися на невський лід, щоб перебратися на Василівський острів. Михайло Бестужев спробував на льоді Неви знову вишикувались солдатів в бойовий порядок і йти в наступ на Петропавловську фортецю. Війська вишикувались, але були обстріляні з гармат ядрами. Ядра вдарялися об лід, і він розколювався, багато хто потопав.

## Жертви
До ночі з повстанням було покінчено. На площі та вулицях залишилися сотні трупів. На підставі паперів чиновника III Відділення М. М. Попова М. Шильдер писав:
|     | За припинення артилерійського вогню імператор Микола Павлович звелів обер-поліцмейстеру генералу Шульгіну, щоб трупи були прибрані до ранку. На жаль, виконавці розпорядилися самим нелюдським чином. У ніч на Неві від Ісаакіївського мосту до Академії Мистецтв і далі до сторони від Васілівського острова зроблено було чимало ополонок, до яких опустили не тільки трупи, але, як стверджували, і багатьох поранених, позбавлених можливості врятуватися від такої долі. Ті ж з поранених, які встигли втекти, приховували свої каліцтва, боячись відкритися лікарям, і вмирали без медичної допомоги |
| — . | |

## Арешт і суд

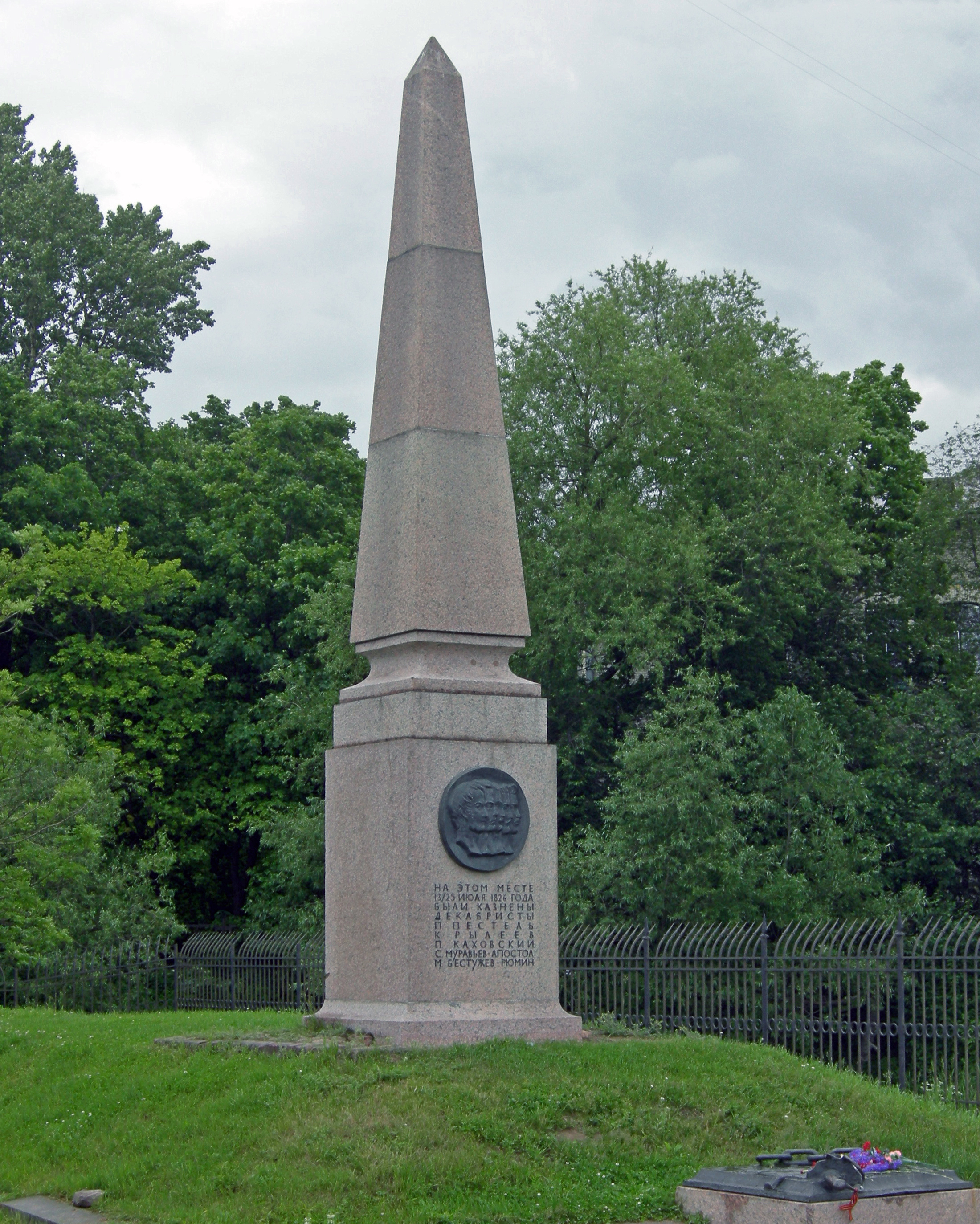
Обеліск на місці страти 5декабристів в Санкт-Петербурзі

Зразу ж були арештовані і відправлені у Петропавловську фортецю 371 солдат Московського полку, 277 — Гренадерского і 62 матроса Морського екіпажу[19].
Арештованих декабристів привозили у Зимовий палац.
Указом 17 (29) грудня 1825 року була створена Комісія для вишукувань про злочинні товариства під головуванням військового міністра Олександра Татіщева. 30 травня (11 червня) 1826 року слідча комісія представила імператору Миколі доповідь, складену Д. Н. Блудовим. Маніфестом 1 (13) червня 1826 року створено Верховний кримінальний суд з трьох державних складових: Державної ради, Сенату і Синоду, з приєднанням до них «декілька персон з вищих військових і цивільних чиновників». Всього до слідства було притягнуто 579 чоловік. Визнані винними 287. П'ятьом винесено і приведено у виконання смертний вирок (К. Ф. Рилєєв, П. І. Пестель, П. Г. Каховський, М. П. Бестужев-Рюмін, С. І. Муравйов-Апостол). 120 чоловік було заслано на каторгу в Сибір або на поселення.

## Музеї декабристів
- Іркутський обласний історико-меморіальний музей декабристів
- Ялуторовський музейний комплекс
- Новоселенгінський музей декабристів (Бурятія)
- Туринський будинок-музей декабристів (у будинку декабриста В. П. Івашева)
- Петровськ-Забайкальський музей декабристів
- Курганський музей декабристів
- Музей «Церква Декабристів» (місто Чита)
- Музей декабристів (місто Мінусинськ, Красноярський край)
- Будинок-музей Трубецького (Іркутськ)
- Будинок-музей Волконського (Іркутськ)

## Кіно
- Декабристи (1926)
- Зірка привабливого щастя (1975)
- Союз порятунку (2019)